# Goran Kapetanović
Goran Kapetanović, född 12 december 1974 i  Sarajevo i dåvarande Jugoslavien, är en svensk manusförfattare och regissör.

## Biografi
Kapetanović föddes och växte upp i Sarajevo, och som 17 åring flydde han till Sverige 1991 från kriget i dåvarande Jugoslavien. Han är utbildad vid Stockholms konstnärliga högskolas regilinje 2001–2004 och är anställd som adjunkt vid Teaterhögskolan i Malmö.
Han har regisserat kortfilmer som Eko (2004), En familj (2004), Kiruna-Kigali (2012), Flykting 532 (2015) och Min faster i Sarajevo (2016) samt långfilmen Krig (2017), thrillerserien Kalifat (2020) och dramaserien Knutby (2021).
Han har mottagit över 20 internationella filmpriser. För Kiruna-Kigali vann han bästa kortfilm på Toronto Short Film Festival och blev kortlistad för en Oscar 2013, men nominerades inte. Min faster i Sarajevo fick sex Guldbaggenomineringar varav Kapetanović vann priset för bästa regi.
Kapetanovic har varit sambo med Karin Karlsson, programchef på Malmö konserthus, och tillsammans har de två barn. Han är bosatt i Malmö.
Kapetanović var värd för Sommar i P1 den 29 juli 2021.

## Filmografi
- 2003 – Berglunds begravningar (TV-serie)
- 2004 – En familj (kortfilm)
- 2004 – Flickan som ville fira jul året om (kortfilm)
- 2007 – Memfis: The Wind Up (kortfilm)
- 2012 – Kiruna-Kigali (kortfilm)
- 2015 – Refugee 532 (kortfilm)
- 2016 – Min faster i Sarajevo
- 2017 – Krig
- 2020 – Kalifat (TV-serie)
- 2021 – Den som dräper – Mörkret (TV-serie)
- 2021–2025 – Knutby (TV-serie)